# Moralistas franceses
Os moralistas franceses são um grupo heterogêneo de pensadores franceses dos séculos XVII e XVIII. 
Trata-se de uma corrente que surge com Montaigne (1533–1592) e que culmina com o Iluminismo.
Moralistas não no sentido de defensores de uma moral conservadora, mas sim críticos dos costumes e da moral, estes pensadores foram atentos observadores da mentalidade e do espírito de sua época. Entre os moralistas franceses mais destacados se encontram:
- François de La Rochefoucauld (1613–1680)
- Jean de La Fontaine (1621–1695)
- Blaise Pascal (1623–1662)
- Jean de La Bruyère (1645–1696)
- Vauvenargues (1715–1747)
- Nicolas Chamfort (1741–1794)
- Antoine de Rivarol (1753–1801)
- Stendhal (1783–1842)